# Succès du jour
Succès du Jour est une marque de petites gaufres flamandes fourrées, (à la vanille ou à la cassonade), spécialités de la firme tournaisienne Marquette & Fils (Belgique). Elles sont vendues par petits paquets de trois gaufrettes depuis plusieurs décennies[réf. souhaitée].